# Camille van Lunen
Camille van Lunen (* 1957 in Amsterdam, NL) ist eine französisch-niederländische Komponistin und Sopranistin.

## Leben und Wirken
Als Tochter einer französischen Mutter und eines niederländischen Vaters wuchs Camille van Lunen in den Niederlanden und Belgien auf. Sie begann ihre musikalische Laufbahn als Junior-Studentin der Bratsche am Conservatoire Royal de Bruxelles. Hieran schloss sich ein Gesangs- und Kompositionsstudium in Den Haag und Köln an. Als Schülerin von Barbara Schlick startete sie zunächst eine Karriere als Sopranistin und gab Solokonzerte in ganz Europa. Parallel begann sie, sich der Komposition eigener Werke zuzuwenden.
Als künstlerische Leiterin der Konzertreihe Konzerte Leverkusener Musiker (KLM) der KulturStadtLeverkusen veranstaltet sie seit 2006 regelmäßig Konzerte mit stilistisch gemischten Programmen. Seit 2022 ist sie stellvertretende Vorsitzende des Landesverbandes NRW im Deutschen Komponist:innen Verband.
Sie ist mit dem britischen Dirigenten und Pianisten Roderick Shaw verheiratet und hat zwei Kinder.

## Werk
Ihr kompositorisches Werk umfasst Kammermusik, Vokalwerke, Orchesterwerke und Musiktheater. Im Mittelpunkt stehen häufig aktuelle, soziale Themen. Augenfällig sind Witz und Farbenreichtum, durch die sich ihr Werk auszeichnet. Van Lunens Erfahrung als Sängerin tritt besonders in den lebendigen Kompositionen für Stimme (Lieder und Oper) und in ihren Chorwerken hervor. Beide zeugen von einem sicheren Gefühl für Dramatik und einer besonderen Sensibilität für die Sprachen Französisch, Englisch und Deutsch.
Camille van Lunen hat im Laufe ihres bisherigen Schaffens zahlreiche Auftragskompositionen zur Aufführung gebracht. Die Bandbreite reicht von der Kinderoper Der Felsenjunge (UA Leverkusen, 2005) über O Mare Nostrum (UA Acht Brücken Festival Köln, 2016), eine Adaption ihres preisgekrönten Werkes O Sacrum Convivium, in welchem van Lunen neu in Deutschland angesiedelten Flüchtlingen eine Stimme verleiht, bis hin zu Fusion für Chor und Posaune (Prix du Département de la Loire, 2020). Doch auch feinsinniger Humor ist in Camille van Lunens Kompositionen zu finden. Dies zeigt sich insbesondere in ihrem Bläserquintett Entgleist (2006) oder in den Songs of the British Isles (2008).
Sie erhielt Kompositionsaufträge von der Amsterdam English Reformed Church, dem Instituto Gulbenkian de Ciência, Lissabon, von der Kölner Philharmonie, dem Acht Brücken Festival, der Mädchenkantorei Basel und der Basel Sinfonietta, sowie vom WDR Rundfunkchor, Talitha Kumi Choir, Amwaj Choir Palestine.
Ihre Werke werden im Furore Verlag verlegt.

## Werkverzeichnis

### Bühnenwerke
- Amal, over the Wall (2020) A youth opera for soloists, choir and orchestra
- Talitha, come back! (2019) Weihnachtsoper für Opernsängerin, junge Sängersolisten, zwei Chöre, Brassband und vier Instrumentalisten.
- Ein Geschenk für die Fee (2017) Kinderoper für 2 (alternativ 4) Sängersolisten, Kinderchor und Orchester
- Trawler (2011) A chamber opera for 6 Soloists, 2 ghost voices and 11 players
- Der Mantel (2010) Oper für Solisten, Chor, Orchester und elektronische Musik
- Star over Amsterdam (2007) A Christmas Opera-Oratorio
- Der Felsenjunge (2005) Jugendoper nach dem Jugendroman „The Rockboy“ von Jan Michael
- Igor, Mia und Umbumb retten die Fee (2003) Kammeroper für Kinder und Kammerorchester

### Instrumentalwerke
- Aglaophonus (2020) five movements for chamber orchestra
- Danses (2020) pour voix haute et vibraphone préparé
- Mi-Re-La-Si (2019) für Orgel Solo
- Seascapes - Five men and the sea (2019) orchestral pictures for tenor soloist and chamber orchestra
- Seren ade! (2018) ein theatralisches Streichtrio
- Cartas Portuguesas (2016) three études for piano solo
- Quatuor pour l′Aurore des Temps (2015) Cell, Crystals, Virus
- „It′s all about…“ (2013) a financial duet for two violas
- Piatitüden (2012) ein heiteres Theaterstück für 9 Violoncelli nach Piatigorsky
- Caprice (2011) für Violine solo
- Flautato dal mattino alla notte (2011) Zyklus für Querflöte solo
- Variationen für Flöte(n) auf kurdische Volkslieder (2009) Soli und Duo für Querflöten
- Streichquartett Nr. 1 „…Sollen Nachtigallen schweigen?“ (2008)
- Triptych (2008) für Orgel solo
- Three light pieces for a young violinist (2007) für Violine solo
- Atemnot (2006) für fünf Akkordeon
- Dialogue and Dance Divertimento (2006) für 10 Instrumente
- Entgleist (2006) für Bläserquintett
- …and give us tolerance (2002) Klaviertrio
- Gato y Macho 8 (2001) für Klarinette und Fagott

### Vokalwerke
- Nicht von dieser Welt (2021) Zyklus für Mittelstimme und Klavier
- Histoires naturelles (2018) Poèmes de Jules Renard pour voix et piano
- Lorelei - gestrandet (2017) Drei vertonte Gedichte von Brentano, Dagmar Nick, Rose Ausländer für Tenor und Klavier
- Weihnachten verwundert (2017) auf Gedichte von Dagmar Nick, Lieder mit Klavierbegleitung
- A Bunch of nonsensical Songs (2016) for clarinet and voice accompaniment (errare humanum est… perseverare diabolicum), Hohe Stimme und Klarinette
- A Shakespeare Cycle of Scenic Songs (2015) From ”The Tempest”, ”Twelth Night”, ”A Midsummer Night´s Dream”, für Stimme und Klavier
- Heine und Goethe Lieder (2015) für Bariton und Klavier
- Au Bonheur des trois Dames (2014) für hohe Stimme, Gitarre, Ondes Martenot
- Aus Liebe und luftigem Traum (2013) Liederzyklus für Sopran, Flöte, Klarinette, Geige, Cello und Klavier
- Recipes for success (2013) A song cycle of famous recipes by famous people for voice and piano, Hohe Stimme und Klavier
- Ich ließ dir mein Kleid zurück aus Sonnengefieder (2011) Fünf Vertonungen nach Gedichten Jüdischer Dichterinnen, Zyklus für hohe Stimme, mittlere Stimme und Klavier
- Aus Liebe und luftigem Traum (2010) Sieben Vertonungen nach Gedichten Jüdischer Dichterinnen, Zyklus für hohe Stimme, mittlere Stimme und Klavier
- De Verlaine et Rimbaud (2010) Cycle de mélodies pour voix moyenne et piano
- Songs of the British Isles (2009) Five folksongs for bariton and piano trio
- The Nativity (2009) for high voice and piano (poem by Henry Vaughan)
- Der Turm der blauen Esel (2007) für Mittelstimme und Klavier oder Violine ad lib., Gedichte von Jörg Hilbert
- Eine kleine Geometrie (2004) Drei geometrische Duette nach Christian Morgenstern für Sopran/Alt Duo und Klavier
- Über das Hören (2003) Allegorie für Bariton, Harfe, Schauspieler und Schautafel
- Rimas (2001) ein getanztes Gedicht von Gustavo Alfonso Bécquer für Flamenco Tänzerin, Sopran und Gitarre

### Chorwerke
- Schrei, Hiob, schrei! (2021) für Bariton solo, gemischter Chor, Klavier und Perkussion, Text Cornelia Köhler
- Fusion (2019) für Chor SATB + Posaune solo
- Exodus (2019) für Bariton solo, gemischter Chor, Horn, Streichquintett und Percussion
- Hinaus! | 2016 für Kinderchor und Kammerorchester
- O Mare Nostrum (2015/2016) für Soli, Chor, 2 Klaviere, Akkordeon
- ¡Tor! (2014) für Chor und Horn solo
- O Sacrum Convivium - vier neue Bilder (2013) für Soli, Chor, 2 Klaviere, Akkordeon; Texte von Dorothee Sölle und Thomas von Aquin
- O Sacrum Convivium (2012) für Chor a Cappella
- Musesehnsucht (2010) Zyklus für Chor a cappella (Gedichte von JML, aus „Rauschende Stille“)
- Birdsongs (2004) Liederzyklus für Frauenchor, Kinderchor oder Soli
- Morgensternalbum II (2002) für Kinderchor und Klarinette nach Gedichten von Christian Morgenstern
- Zahlreiche Kabarett Lieder und Songs nach Fried, Morgenstern, Verlaine, Apollinaire u. a. (seit 1998)

## Auszeichnungen
- 2013: Preisträgerin des Internationalen Kompositionswettbewerbs der Musikhochschule Nürnberg und der Mariann Steegmann Foundation
- 2015–2016: Composer in Residence am Instituto Gulbenkian de Ciência, Lissabon, Portugal
- 2019: Finalistin (Short List) bei der 4. Uuno Klami International Composition Competition, Finnland
- 2020: Preisträgerin Prix du Département de la Loire bei der Biennale de Musique Vocale Contemporaine in Firminy, Frankreich

## Diskografie
- Georg Philipp Telemann: Damon; La Stagione Frankfurt, musikalische Leitung: Michael Schneider. Label: CPO
- Henry Purcell: Dido and Aeneas; Academy of the Begijnhof Amsterdam, musikalische Leitung: Roderick Shaw. Label: CPO
- Henry Purcell: Hommage to Queen Mary; Barbara Borden und Camille van Lunen, Sopran. Label: Globe

## Verfilmung
- HABE, Regie: Martina Pfaff, nach dem gleichnamigen Gedicht von Dagmar Nick aus dem Liederzyklus Aus Liebe und luftigem Traum (2013)[5]